# Сан Даниеле По
Сан Даниѐле По̀ (на италиански: San Daniele Po, на местен диалект: San Daniele Po, Сан Даниел) е село и община в Северна Италия, провинция Кремона, регион Ломбардия. Разположено е на 33 m надморска височина. Населението на общината е 1371 души (към 2017 г.).